# Paul Frühauf
Paul Hugo Frühauf (* 2. Mai 1862 in Köln; † 23. Juni 1916 in Karlsruhe) war ein deutscher Jurist und Politiker.

## Leben
Als Sohn eines Postdirektors geboren, studierte Frühauf nach dem Besuch der Gymnasien in Sigmaringen und Schwäbisch Hall Rechtswissenschaften in Berlin, München und Heidelberg. Während seines Studiums wurde er 1881 Mitglied der Burschenschaft Arminia München. Nach den beiden juristischen Examen 1884 und 1889 wurde er Rechtsanwalt in Bruchsal und ab 1890 in Karlsruhe. Er war Mitgründer der Freisinnigen Volkspartei in Baden und gehörte später der Fortschrittlichen Volkspartei an. Er kandidierte mehrfach für den Reichstag und war von 1901 bis 1908 für den Wahlkreis Karlsruhe Abgeordneter im Badischen Landtag. Von 1893 bis 1916 war er Mitglied des Bürgerausschusses in Karlsruhe.